# Inverno demográfico

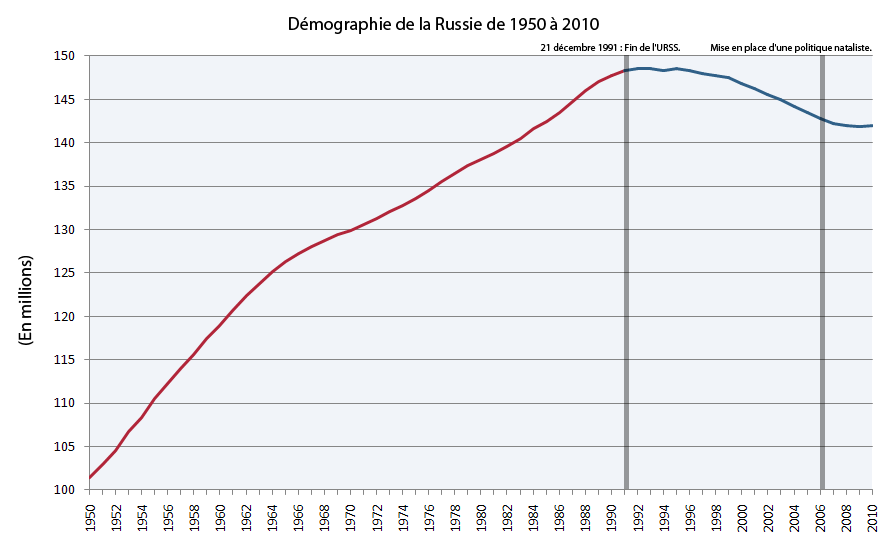
Crescimento demográfico na Rússia

Inverno demográfico é uma hipótese apresentada pelo francês Gérard François Dumont, observada na Europa, particularmente na Alemanha e na Itália, assim como em outros muitos países, como o Japão. O fenómeno é percebido quando a taxa de fecundidade não se estabiliza e a taxa de mortalidade mantém-se em níveis baixos. Isso tem como consequência o envelhecimento da população.
Um país deve manter uma taxa de fecundidade de 2,1 filhos por mulher para substituir a sua população atual. No entanto, apenas na Europa, a taxa de fecundidade é de 1,3 filhos por mulher e estima-se que, no ano de 2030, a Europa terá um decréscimo de vinte milhões de trabalhadores. Ao mesmo tempo, a população da Rússia reduzirá em 2050 para dois terços de sua população atual.

### Hiperligações externas
- Na Europa
- Estatísticas
- Realidade Europeia Arquivado em 29 de maio de  2013, no Wayback Machine.